# Gy (Genebra)
Gy é uma comuna suíça do Cantão de Genebra fica junto a Jussy, Meinier, Corsier e Anières, e com a Alta Saboia francesa
Segundo o Departamento Federal de Estatísticas Gy ocupa uma superfície de 3.28 km2 e dos quais 59 % é agrícola - como o mostra o brasão de armas, e 30.8 % é habitacional mas com um crescimento muito controlado pois só tinha 395 habitantes em 2008.
As armas da comuna, que foram adoptada em 1924, são as procurador geral Pierre d'Airebaudouz que aqui construiu o templo. A comuna foi criada em 1850 pela lei sobre a divisão da comuna de Jussy, da qual fazia parte até essa altura 